# Juan López (sigari)
 Juan López è una marca di sigari cubani, tra le più famose e apprezzate a livello internazionale, facente parte del gruppo Habanos.

## Storia
La fabbrica fu aperta nel 1876 da  Juan López, che le diede il nome di Flor de  Juan López, negli anni seguenti la fabbrica è stata indicata sempre solo con il nome del fondatore, al punto da cambiare ufficialmente nome.